# C'est toujours l'été
 (juillet 2025).
Si vous disposez d'ouvrages ou d'articles de référence ou si vous connaissez des sites web de qualité traitant du thème abordé ici, merci de compléter l'article en donnant les références utiles à sa vérifiabilité et en les liant à la section « Notes et références ».
C'est toujours l'été est une émission de divertissement de France 3, diffusée pendant les vacances estivales de 2001, durant l'après-midi et animée par Marie-Ange Nardi en début de saison puis par Thierry Guillaume.
Cette émission estivale succède à C'est l'été qui était présentée par Julie Raynaud.
Au Québec, elle a été diffusée sur TV5 Québec Canada.

## Présentateurs
- Marie-Ange Nardi[1]
- Thierry Guillaume

## Chroniqueurs
- Mélanie Angélie
- Nicolas Bienvenu
- Mehdi Harbaoui
- Alexis Birambeau

## Principe de l'émission
Il s'agit d'une tournée estivale de la France, chaque semaine une ville différente. Ainsi l'animateur fait découvrir aux téléspectateurs les spécialités locales (nourriture, sport, mode, coutumes...) à travers différentes rubriques :

### Méli-Mélo de Mélanie
Cette rubrique est présentée par Mélanie Angélie. 
À deux reprises durant l'émission, Mélanie nous présente des gadgets qu'elle a dénichée dans le coin.
Généralement toute l'équipe se rejoint pour tester ses objets plus ou moins loufoques. 

### Y va y avoir du sport
Chroniqueur de cette rubrique : Mehdi Harbaoui.
À chaque numéro, Mehdi fait appel à des intervenants (souvent des professionnels) pour nous faire découvrir des sports plus ou moins connus.

### L'actu des gens connus
Les chroniqueurs se retrouvent pour une revue de presse.

### À la folie... Passionnément
Dans cette rubrique, Alexis Birambeau montre les us et coutumes locales.

### Eauroscope (Horoscope)
À chaque numéro, Marie-Ange Nardi déguisée en sirène, annonce l'horoscope des signes du zodiaque. Accompagnée de son poisson parlant "Julius".

### Les talents de l'été
Trois volontaires du public participent à un concours. Chacun leur tour, ils viennent montrer leurs talents. Le public vote pour celui qu'il préfère.

### Les coulisses de Nicolas
Nicolas Bienvenu montre les coulisses de l'émission au travers de vidéos amusantes.

### Flot Story
Les chroniqueurs parodient l'émission Loft Story. À chaque émission, on les retrouve déguisés en Loana, Steevie...
L'animateur reçoit deux invités à chaque émission. Il les interview et les vacanciers peuvent également leur poser des questions. 
L'émission reçoit également des groupes de musique (Bond (groupe)...).

## Générique
Le générique de l'émission est composé par Pierre Billon, Patrick Martini et Jean Mora. Cependant, seul Pierre Billon sera crédité au générique. 
En effet, Pierre Billon et Patrick Martini travaillaient ensemble et cette musique a été composée au moment où ils se sont séparés. Vous pouvez écouter en libre écoute un extrait du générique sur le site argentine music (site officiel de Patrick Martini) mais vous pouvez retrouvez un court extrait de l'habillage de l'émission sur le site tatoo music (site officiel de Pierre Billon et Jean Mora).